# Chrysodeixis

Chrysodeixis är ett släkte av fjärilar som beskrevs av Jacob Hübner 1821. Chrysodeixis ingår i familjen nattflyn, Noctuidae.

## Dottertaxa tillChrysodeixis, i alfabetisk ordning[1][2]
- Chrysodeixis acuta (Walker, 1858), Kanariemetallfly
- Chrysodeixis argentifera Guenée, 1852
- Chrysodeixis celebensis Dufay, 1974
- Chrysodeixis chalcites (Esper, 1789), Tvillingfläckat metallfly
- Chrysodeixis chrysopepla Ronkay, 1989
- Chrysodeixis dalei Wollaston, 1879
- Chrysodeixis diehli Dufay, 1982
- Chrysodeixis dinawa (Bethune-Baker, 1906)
- Chrysodeixis eriosoma (Doubleday, 1843), Fikonmetallfly
- Chrysodeixis goergneri Behounek & Ronkay, 1999
- Chrysodeixis heberachis (Strand, 1920)
- Chrysodeixis illuminata (Robinson, 1968)
- Chrysodeixis imitans Behounek & Ronkay, 1999
- Chrysodeixis includens Walker
- Chrysodeixis kebea Bethune-Baker, 1906
- Chrysodeixis kebeana Bethune-Baker, 1906
- Chrysodeixis keili Behounek & Ronkay, 1999, Orkidémetallfly
- Chrysodeixis luzonensis (Wileman & West, 1929)
- Chrysodeixis maccoyi Holloway, 1977
- Chrysodeixis minutoides Holloway, 1985
- Chrysodeixis minutus Dufay, 1970
- Chrysodeixis papuasiae Dufay, 1970
- Chrysodeixis permissa (Walker, 1858)
- Chrysodeixis plesiostes Dufay, 1982
- Chrysodeixis politus Dufay, 1970
- Chrysodeixis similaris Behounek & Ronkay, 1999
- Chrysodeixis similis Behounek & Ronkay, 1999
- Chrysodeixis subsidens Walker, 1858
- Chrysodeixis taiwani Dufay, 1974
- Chrysodeixis taschneri Behounek, 2001

## Bildgalleri

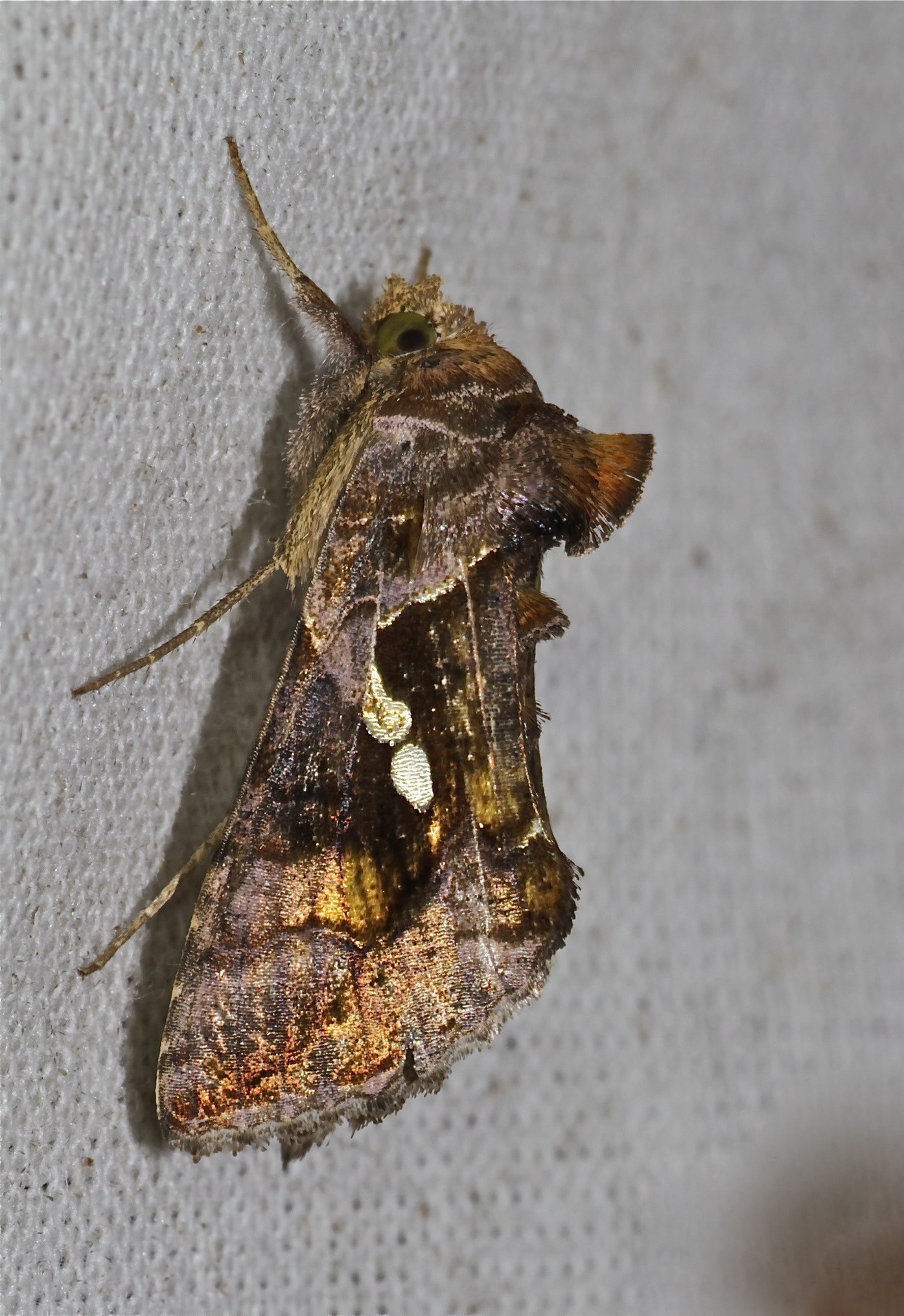
Kanariemetallfly, Chrysodeixis acuta
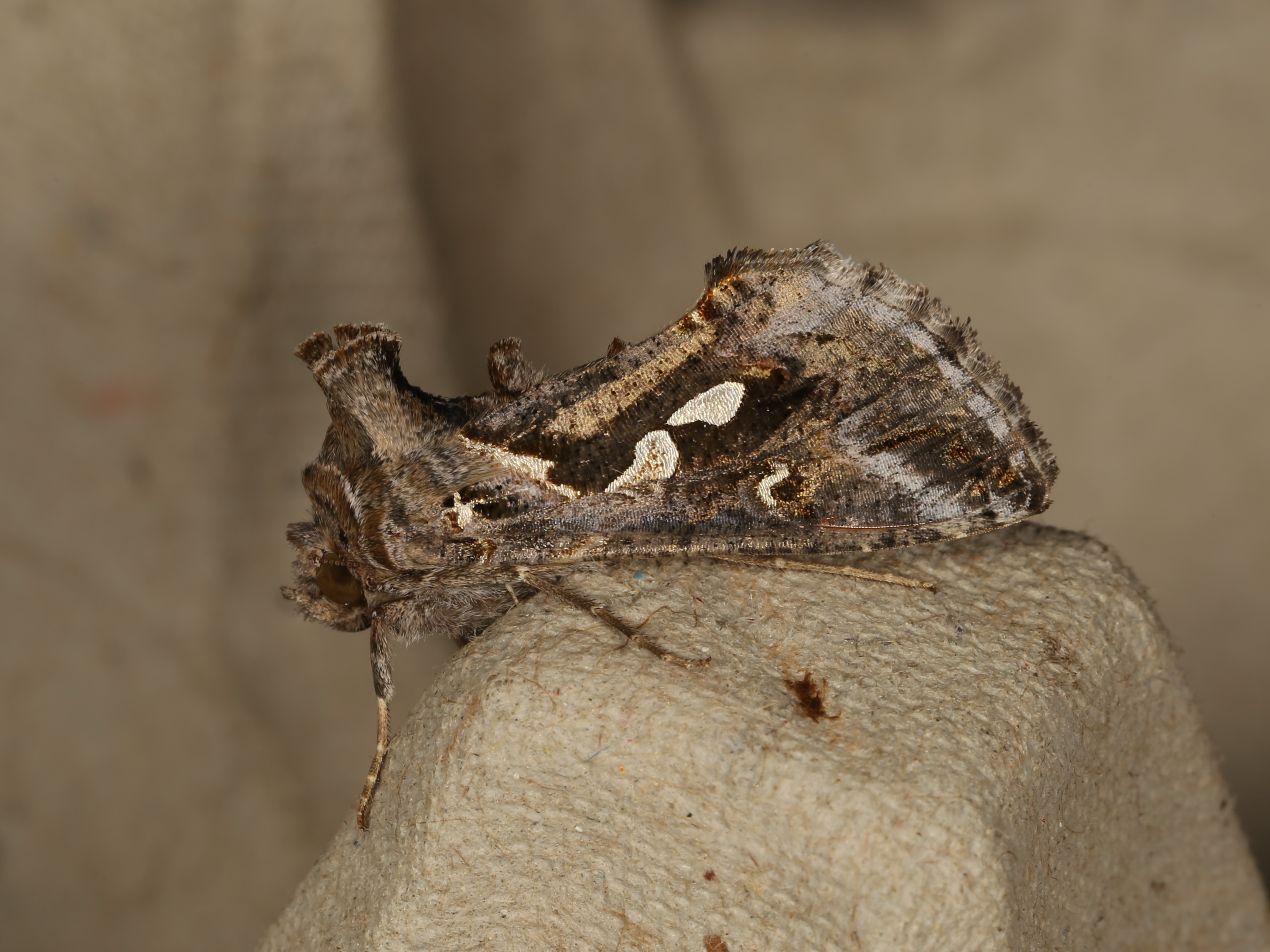
Chrysodeixis argentifera
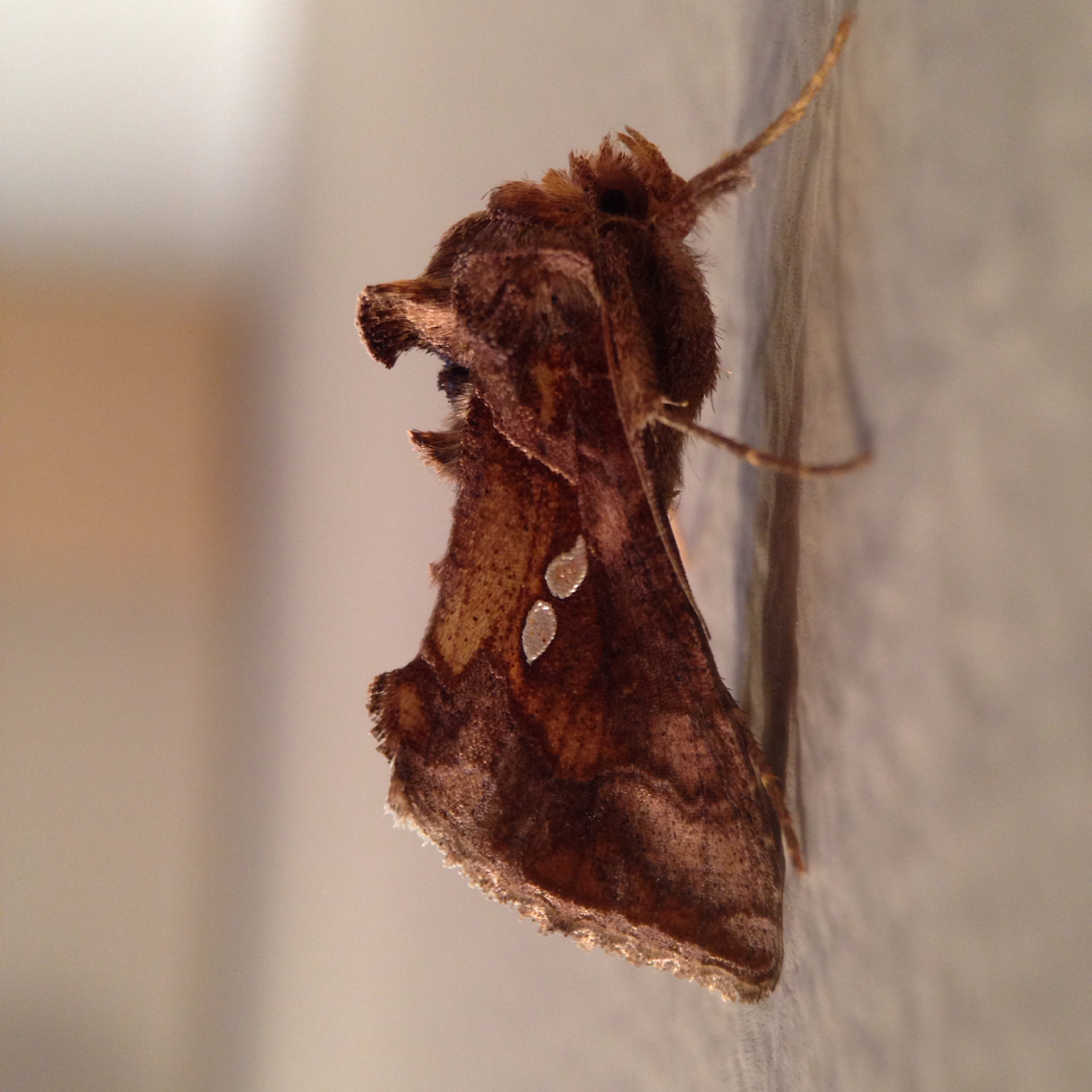
Tvillingfläckat metallfly, Chrysodeixis chalcites
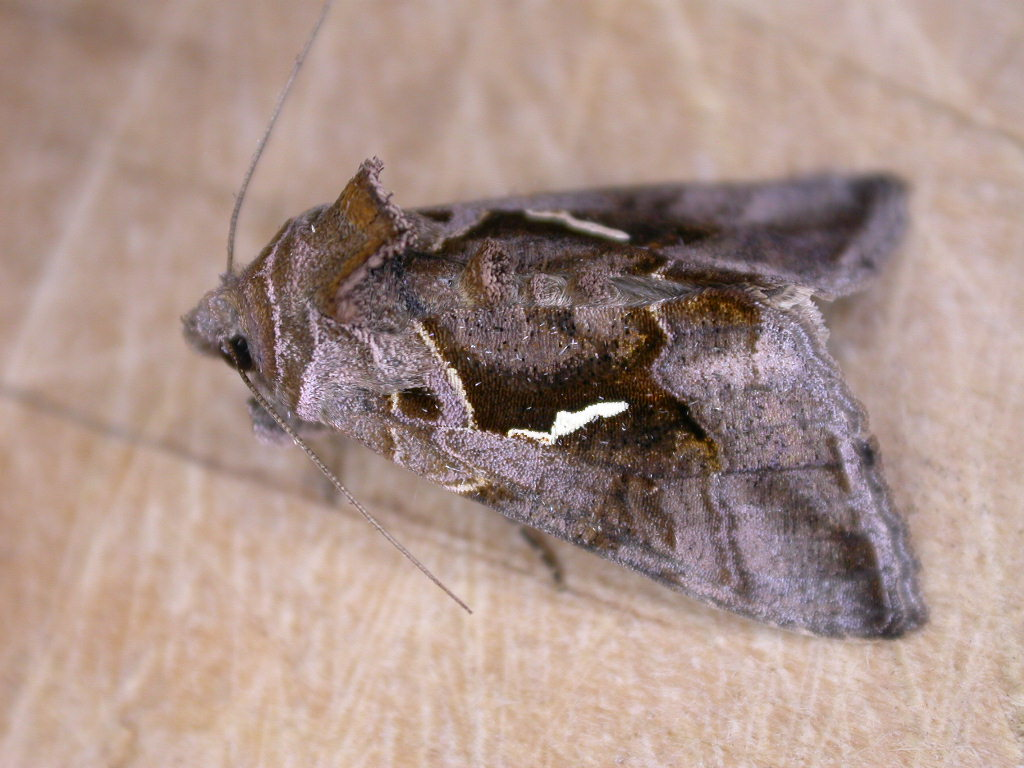
Fikonmetallfly, Chrysodeixis eriosoma
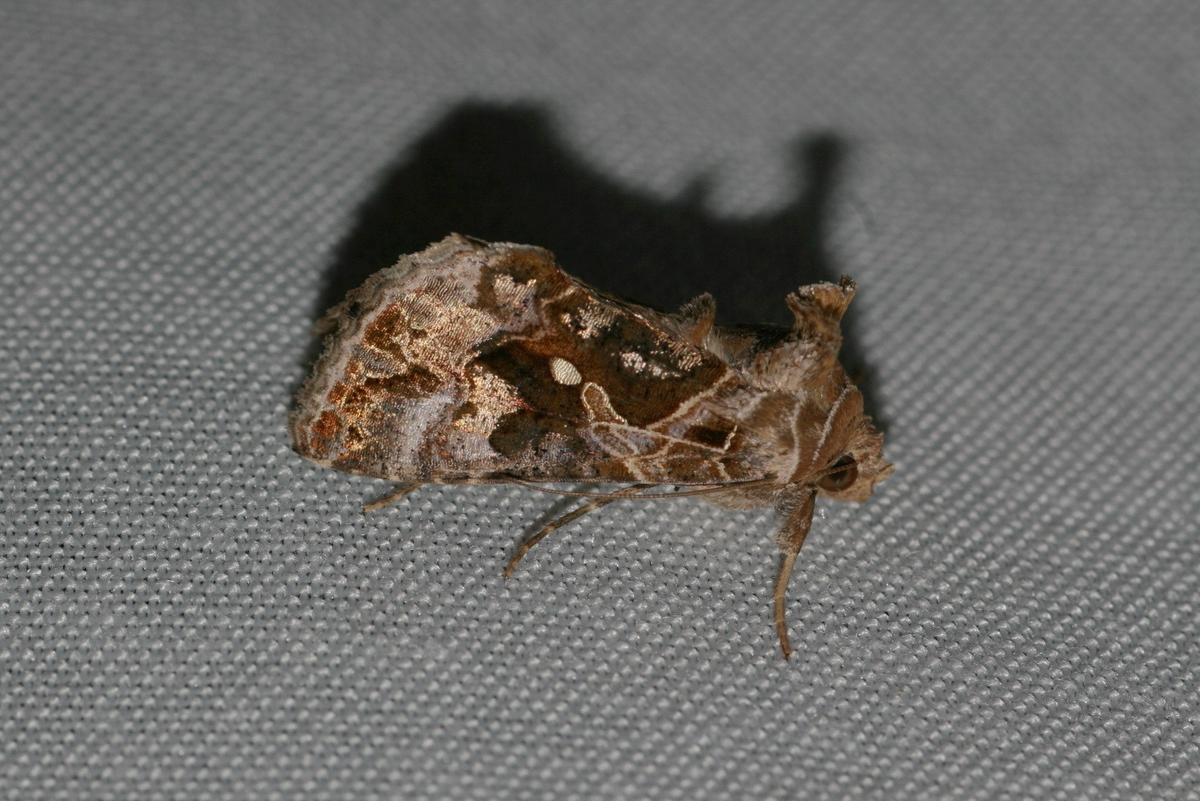
Chrysodeixis illuminata
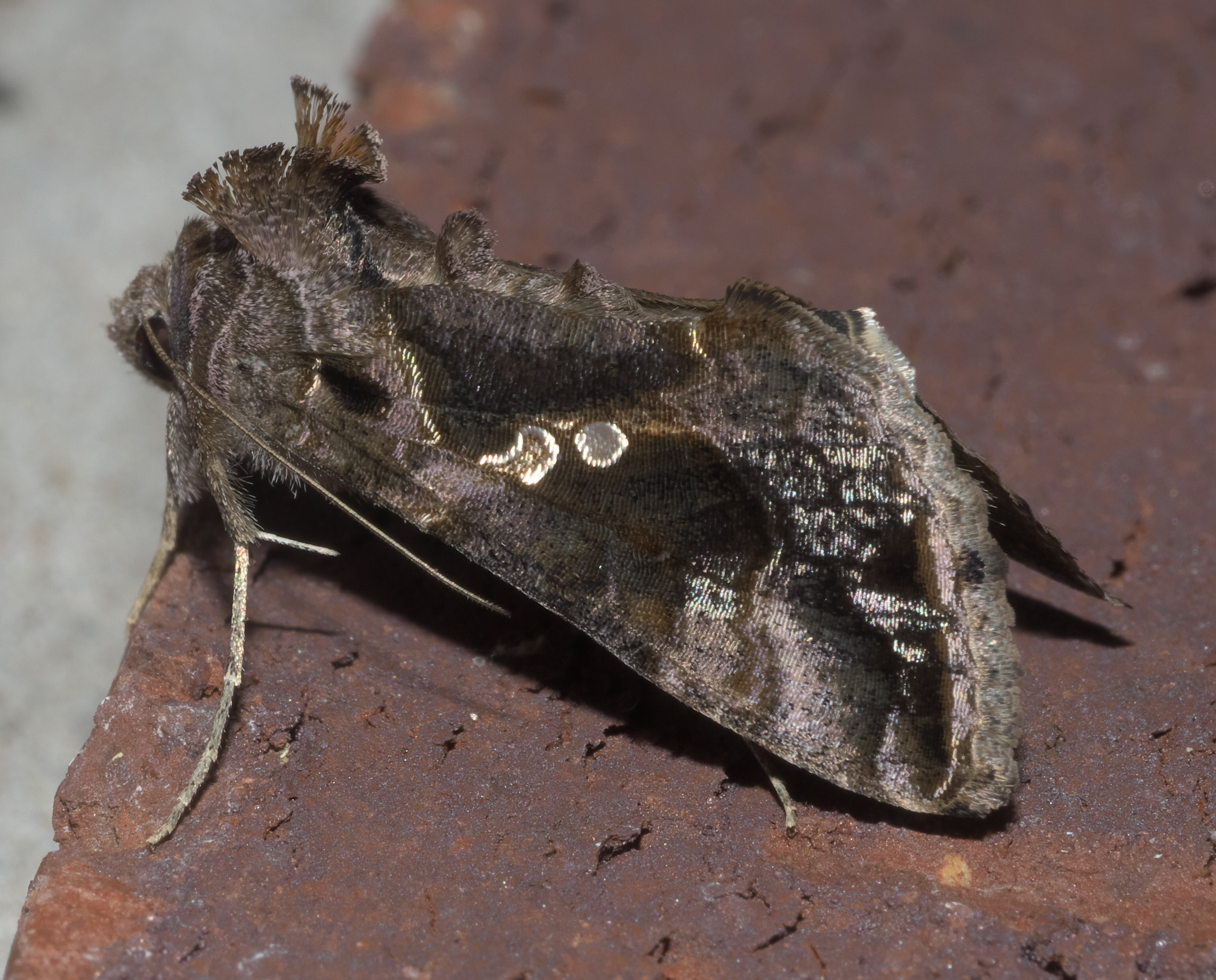
Chrysodeixis includens
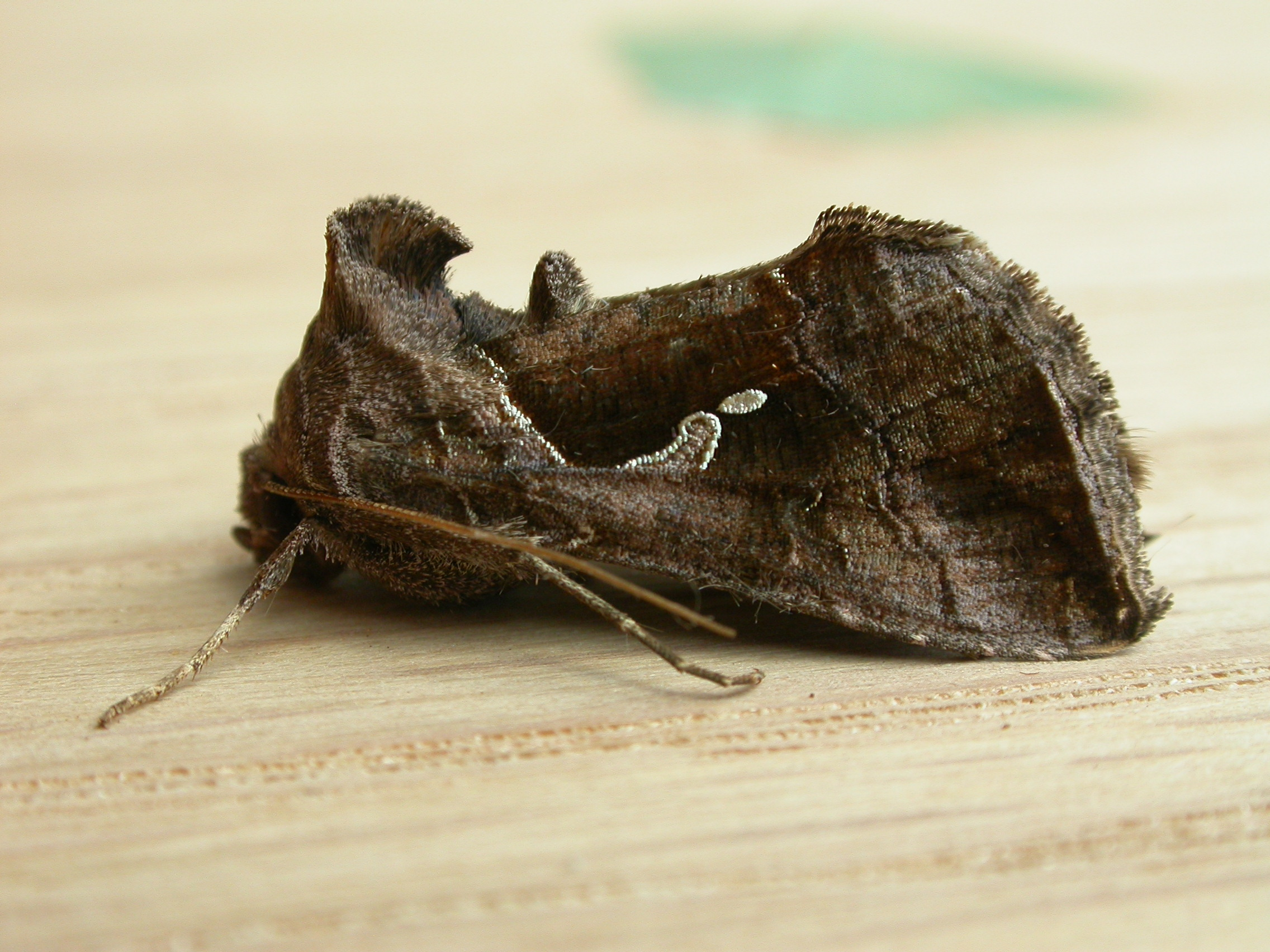
Chrysodeixis subsidens
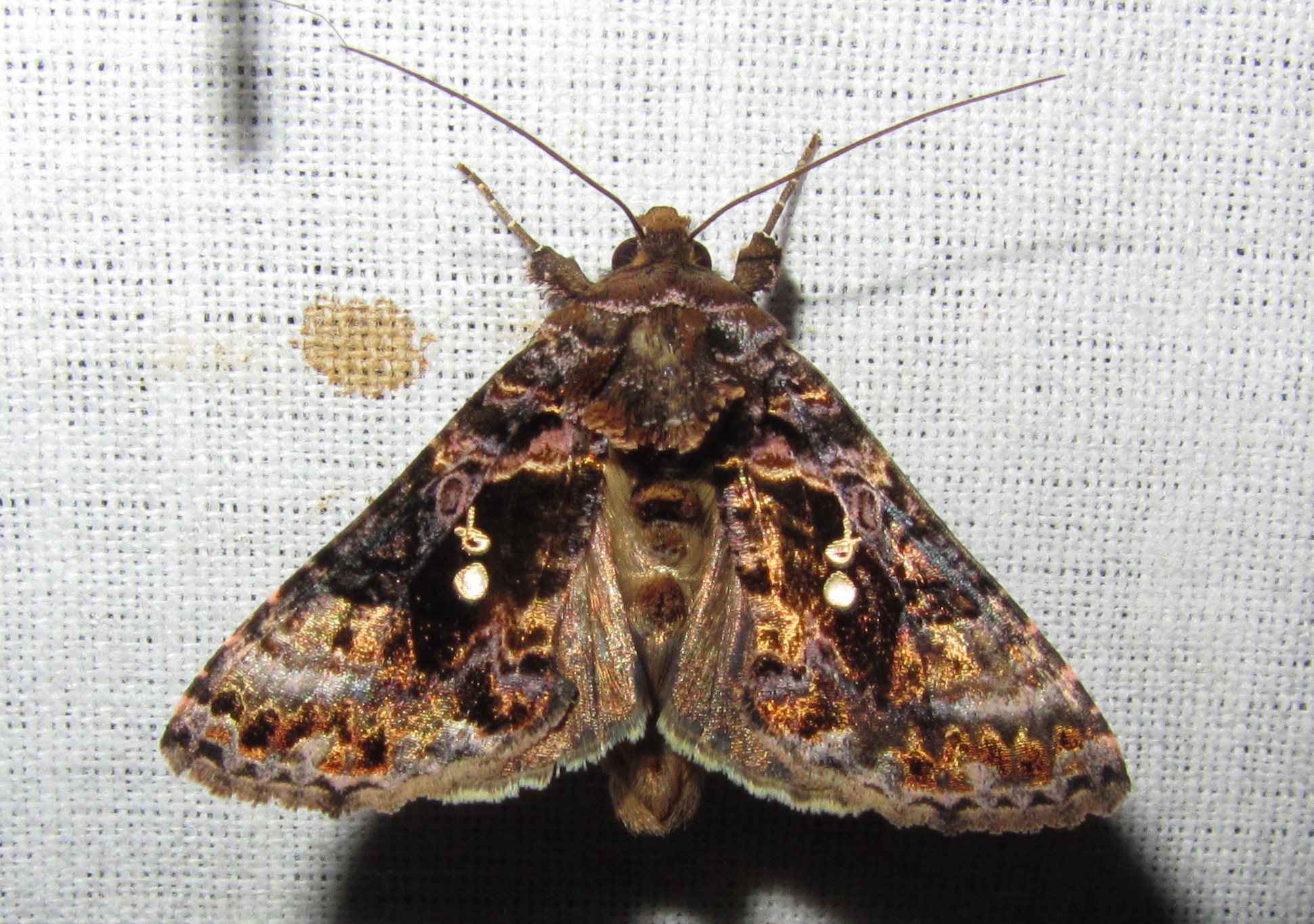
Chrysodeixis taiwani